# 谢北一
谢北一（1920年—1982年10月9日），男，河南孟县人，中华人民共和国政治人物。

## 生平
早年参加革命，担任中共太岳四地委秘书长、洛阳市委组织部部长、洛阳市总工会主席。
中华人民共和国成立后，担任第一机械工业部计划司司长，国家经委委员兼机械局局长，1964年，任物资管理部副部长、后升中华人民共和国国家基本建设委员会副主任，后升任北京市人民委员会副市长，城乡建设环境保护部副部长。